# Вибори у Швеції
Вибори для визначення складу законодавчих органів на трьох рівнях адміністративного поділу в Швеції проводяться раз на чотири роки. На вищому рівні ці вибори визначають розподіл місць у Риксдагу, національному законодавчому органі Швеції. Вибори до 20 рад ленів (швед. landsting) і 290 муніципальних рад (швед. kommunfullmäktige) — використовують приблизно однакову виборчу систему — проводяться одночасно з виборами законодавчих органів другої неділі вересня (починаючи з 2014 року; до 2010 року вони проходили в третю неділю вересня).
У Швеції також проводяться вибори до Європейського парламенту, які на відміну від шведських внутрішніх виборів проводяться в червні кожні п'ять років, хоча вони також проводяться в неділю і використовують майже ідентичну виборчу систему. Останні загальні вибори в Швеції відбулися 11 вересня 2022 року.  Останні вибори до Європейського Парламенту відбулися 26 травня 2019 року.

## Виборча система

### Дати
Вибори до рад ленів Швеції проводяться одночасно з загальними виборами другої неділі вересня. Вибори до муніципальних рад також відбуваються в другу неділю вересня. Вибори до Європейського Парламенту відбуваються кожні п'ять років у травні або червні в усьому Європейського Союзу; точний день виборів залежить від країни відповідно до місцевих традицій, тому в Швеції всі вибори в Європейський парламент відбуваються в неділю.

### Право на участь у виборах

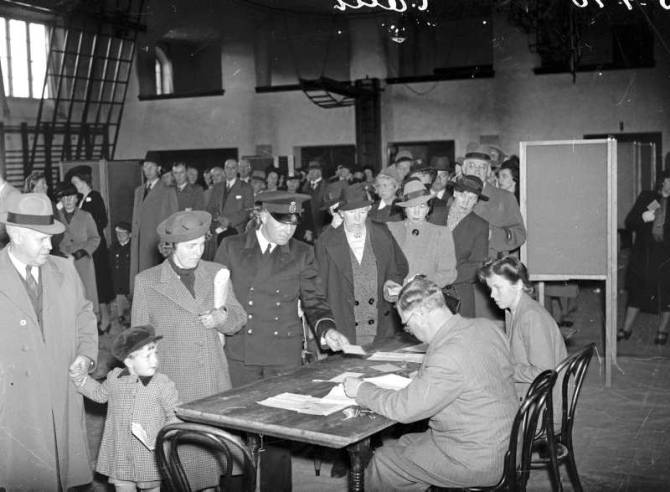
Виборча дільниця в Гетеборзі, загальні вибори у Швеції 1940

Щоб проголосувати на шведських загальних виборах, необхідно:
- бути громадянином Швеції,
- мати щонайменше 18 років у день виборів,
- і в якийсь момент вони бути зареєстрованим резидентом Швеції (таким чином, виключаючи шведів, які не народилися в Швеції)

Щоб проголосувати на шведських місцевих виборах (для рад ленів та муніципальних рад), необхідно:
- бути зареєстрованим резидентом відповідного лену або муніципалітету і мати вік принаймні 18 років у день виборів
- попадати в одну з таких груп:

1. Шведські громадяни
2. Громадяни Ісландії, Норвегії або будь-якої країни Європейського Союзу
3. Громадяни будь-якої іншої країни, які мають постійне місце проживання в Швеції і проживають у Швеції три роки поспіль

Для того, щоб проголосувати на виборах до Європейського Парламенту, потрібно мати 18 років і попадати в одну з таких груп:
1. Шведські громадяни, які є або були резидентом Швеції
2. Громадяни будь-якої іншої країни Європейського Союзу, які наразі проживають у Швеції; такі громадяни, вибравши голосування на виборах до Європейського Парламенту в Швеції, не мають права голосувати на виборах до Європарламенту в будь-якій іншій країні-члені ЄС

### Голосування

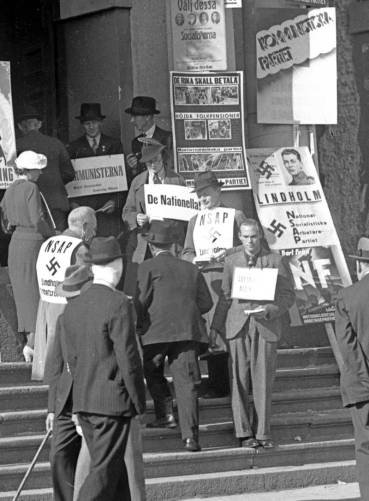
Типовою особливістю шведських виборів є роздача партійних бюлетенів активістами різних партій за межами виборчих дільниць у день виборів. Фото з виборів 1936 р.

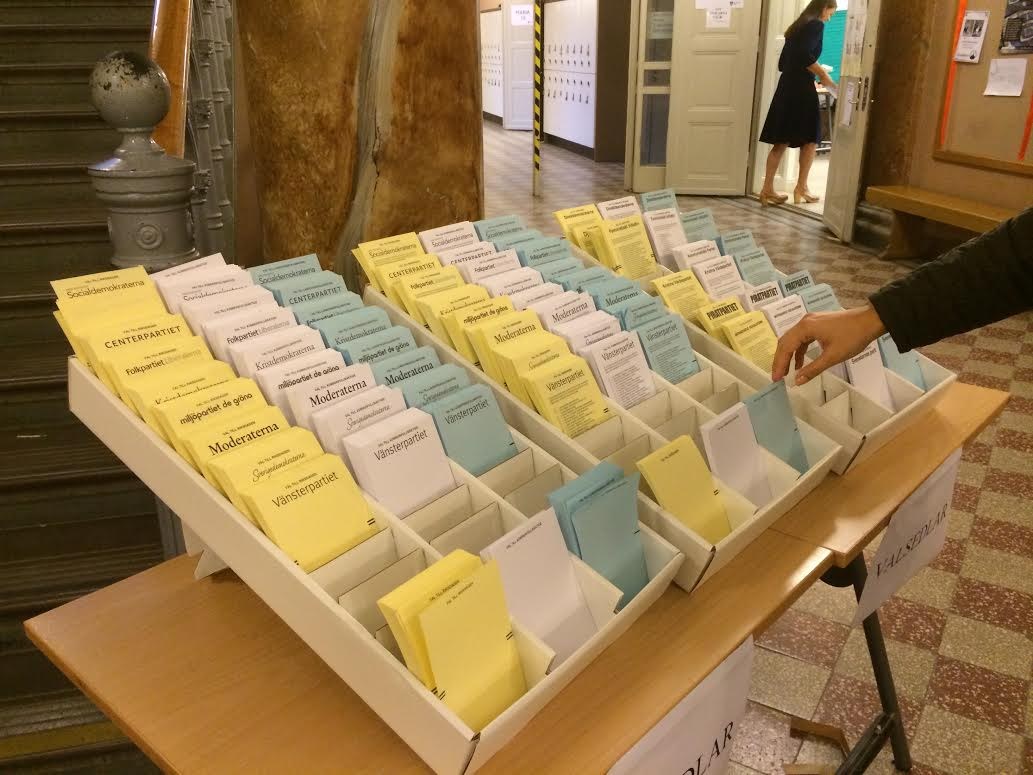
Шведська виборча дільниця з асортиментом бюлетенів для різних партій.

На відміну від багатьох країн, де виборці обирають зі списку кандидатів або партій, кожна партія в Швеції має окремі бюлетені для голосування. Виборчі бюлетені повинні бути однаковими за розміром і матеріалами, мають різні кольори, залежно від типу виборів: жовтий для виборів до Риксдагу, синій для виборів рад ленів та білий для муніципальних виборів і виборів до Європейського парламенту.
Швеція використовує відкриті списки і використовує систему аппарентменту між списками однієї партії та виборчого округу для формування  картелю , групи списків, які юридично є з'єднані для призначення місць.  Також використовуються елемент системи єдиного перехідного голосу. 
Шведські виборці можуть вибирати між трьома різними типами бюлетенів. У партійному бюлетені просто є назва політичної партії, надрукованої на лицьовій стороні, і порожня на зворотному боці. Цей бюлетень використовується, коли виборець бажає проголосувати за певну партію, але не бажає віддавати перевагу конкретному кандидату. У  іменному бюлетені  є назва партії, за якою йде список кандидатів (який може продовжуватися з іншої сторони). Виборець, який використовує цей бюлетень, може вибрати (але не зобов'язаний) власний голос, ввівши знак поряд з конкретним кандидатом, крім того, щоб голосувати за свою політичну партію. Альтернативно, виборець може взяти порожній бюлетень і написати на ньому назву партії.  Нарешті, якщо партія не зареєструвала своїх кандидатів у виборчому органі, виборець може вручну вписати ім'я довільного кандидата. Насправді, цей варіант майже виключно доступний при голосуванні за незасновані партії. Тим не менш, це іноді призводить до того, що осіб, які обираються в міську раду, представлятимуть партії, яких вони навіть не підтримують.
Муніципалітети та національні виборчі органи несуть відповідальність за організацію виборів. У день виборів голосування відбувається в муніципальній будівлі, такій як школа. Можна проголосувати достроково, також у муніципальній будівлі, яка доступна в денний час, наприклад, у бібліотеці. Дострокове голосування може бути проведене в будь-якій точці Швеції, а не тільки в місцевому муніципалітеті.
Шведська попередня виборча політика постійного виставлення виборчих бюлетенів для виборів громадськості, що унеможливлює багато виборців проголосувати таємно, піддавалася критиці як недемократична. Багато людей використовували хитрощі та набирали купу додаткових бюлетенів, які вони фактично не мали намір використовувати. З 2019 року екрани закривають бюлетені, щоб інші не бачили, який виборчий бюлетень кого вибирає.

### Вартість бюлетенів
Для проведення загальних виборів держава сплачує за друк та розповсюдження бюлетенів для будь-якої партії, яка отримала принаймні один відсоток голосів на національному рівні на будь-яких з попередніх двох виборів. Для місцевих виборів будь-яка партія, яка в даний час представлена у відповідному законодавчому органі, має право вільно друкувати бюлетені для голосування. 

### Виборчі округи
На виборах до Риксдагу виборчі округи зазвичай збігаються з ленами, хоча й у ленах Стокгольм, Сконе (що включає Мальме) і Вестра-Йоталанд (що включає Гетеборг) поділяються на менші виборчі округи через більше населення. Кількість вільних місць у кожному виборчому окрузі ґрунтується на кількості виборців (по відношенню до кількості виборців по всій країні), а партії розподіляються по кожному виборчому округу на підставі їх голосів у цьому виборчому окрузі. 
На виборах рад ленів окремі муніципалітети (або групи муніципалітетів) використовуються як виборчі округи. Кількість місць у раді лена, що виділяється кожному виборчому округу, і кордони цих округів, залишаються цілком на власний розсуд самої ради лена. Як передбачено шведським законом, дев'ять з десяти місць у кожній раді лена є постійними місцями з певного виборчого округу; решта місць є у великій мірі місцями для коригування, які використовуються для забезпечення пропорційності в масштабах лена з голосуванням, як і у випадку загальних виборів. 
Для європейських парламентських виборів вся Швеція складається з одного виборчого округу.

### Вибір кандидатів за списками партій
В Швеції місця Риксдагу розподіляються між партіями, а потенційні члени обираються самими партіями.  Швеція використовує відкриті списки і систему аппарентменту між списками однієї між списками одного виборчого округу та партій для формування картелю, групи списків, які юридично об'єднані для призначення місць.  Які кандидати з якого списку забезпечують місця, виділені партії, визначається двома факторами: преференційні голоси спочатку використовуються для вибору кандидатів, які проходять певний поріг, , потім використовується кількість голосів, поданих за різні списки в межах цієї партії.  На загальнодержавних загальних виборах кандидати, які отримують кількість персональних голосів, що дорівнюють вісім відсотків або більше від загальної кількості голосів партії, автоматично підійдуть до верхньої частини списку, незалежно від рейтингу їх партії. Цей поріг становить лише п'ять відсотків для місцевих виборів та виборів до Європейського парламенту. 
Хоча іноді незадоволені прихильники партії висувають свої власні списки, списки зазвичай висуваються партіями і націлюються на різні групи і категорії виборців.  Конкуренція між списками є зазвичай більше особливістю стратегії кампанії, ніж ефективними преференціями кандидатів, і не має важливого значення на виборах. 
Оскільки місця розподіляються, насамперед, партіям, а не кандидатам, місце депутата, який подає у відставку під час їхнього перебування на посаді, може бути прийняте замісником-кандидатом від власної партії (на відміну від інших систем), і додаткові вибори не потрібні. На відміну від призначення місць, відставка є добровільною акцією депутата, що означає, що існує можливість відставки депутатів зі своїх партій, але не їхніх місць, і вони можуть стати незалежними.

### Розподіл місць
Місця в різних законодавчих органах розподіляються між  політичними партіями пропорційно за допомогою модифікованого методу Сент-Лагю. Ця модифікація створює систематичну перевагу в математиці за розподілом місць, надаючи перевагу великим і середнім партіям над меншими партіями. Це зменшує незначне зміщення до більших партій у методі д'Ондта. В основі його — система залишається інтенсивно пропорційною, і таким чином партія, яка виграє приблизно 25 % голосів, повинна виграти приблизно 25 % місць. Приклад тісного співвідношення між місцями та голосами можна побачити нижче в результатах муніципальних виборів у Стокгольмі в 2002 році.
На виборах у Риксдагу 310 членів обираються за допомогою системи партійних списків у кожному з 29 виборчих округів Швеції. Решта 39 місць у Риксдагу — це «коригувальні місця», розподілені між партіями в цифрах, які забезпечать, щоб розподіл партій у Риксдагу відповідав розподілу голосів на національному рівні (на попередніх виборах)  Вибори в ленах використовують ту саму систему. Усі місця на муніципальних зборах є постійними; немає «коригувальних місць». Це може призвести до того, що розподіл місць у муніципальних зборах дещо відрізнятиметься від фактичного розподілу голосів на виборах.  Європейський парламент має 732 постійних місця, 19 з яких були виділені Швеції для виборів у 2004 році, 18 місць у 2009 році, та 21 на виборах 2019 року.
Для того, щоб обмежити кількість партій, які здобули місця в Риксдагу, був встановлений поріг. Для того, щоб завоювати місця в Риксдагу, партія повинна виграти щонайменше чотири відсотки голосів на національному рівні, або дванадцять відсотків голосів у будь-якому виборчому окрузі.  Вибори у ленах використовують нижчий поріг трьох відсотків. Для муніципальних виборів, починаючи з виборів 2018 року, в муніципалітетах, які мають лише один виборчий округ, був встановлений мінімальний поріг у два відсотки, а у тих, хто має більше одного, три відсотки. 

### Строки повноважень
Члени асамблеї обираються строком на чотири роки. У 1970—1994 роках терміни були три роки; до цього, як правило, чотири. Риксдаг може бути розпущений раніше указом прем'єр-міністра, в такому випадку відбуваються нові вибори; однак нові члени виконуватимуть свої повноваження лише до наступних чергових виборів, дата яких залишається незмінною. Таким чином, терміни повноважень нових членів будуть залишитися частинами строку депутатів у розпущеному парламенті.
Однопалатний Риксдаг ніколи не розпускався декретом. Останній раз нижня палата старого Риксдагу була розпущена таким чином у 1958 році.
Регіональні та місцеві збори не можуть бути розпущені до закінчення строку повноважень.

### Організація партій
Хоча партії були дуже обережні, щоб зберегти свій первісний імідж масовості, партійні організації стають все більш професійними і залежними від держави, та менше пов'язаними з їхніми низовими членами і громадянським суспільством. Партійне членство в 2010 році скоротилося до 210 067 членів усіх партій (3.67 % виборців), з 1 124 917 членів у 1960 році (22.62 % виборців). Політичні партії можуть бути зареєстровані за підтримки 1500 виборців для виборів у Риксдаг, 1500 виборців для виборів в ЄС, 100 виборців для виборів ради лена та / або 50 виборців для муніципальних виборів.

## Вибори до Риксдагу
Однокамерний Риксдаг має 349 членів: 310 обираються за партійними списками за пропорційним представництвом, та 39 використовують «місця коригування».

### Останні результати
Останні парламентські вибори проходили 9 вересня 2018 року, на них були обрані 349 депутатів Риксдагу, який, в свою чергу, буде обирати прем'єр-міністра Швеції.
Згідно з результатами, найбільшу кількість голосів виборців — 28.26 %, здобула правляча Соціал-демократична партія, яка погіршила свої досягнення. На друге місце вийшла правоцентристська Помірна коаліційна партія, що отримала 19.84 % голосів. Ще 17.53 % голосів виборців отримала антиімігрантська партія «Шведські демократи».

### Результати виборів до Рикстагу у відсотках, 1911—2018[23]
Перші вибори до однопалатного Риксдагу були проведені вперше в 1970 році. Цифри до 1970 року посилаються на вибори до нижньої палати (швед. Andra kammaren) за старою двопалатною системою.
| - (Л) — Ліва партія, колишня Комуністична партія - (СД) — Соціал-демократична партія - (З) — Партія зелених - (НЛ) — Народна партія — ліберали - (Ц) — Партія центру, колишня Селянська ліга - (П) — Помірна коаліційна партія, колишня Права партія - (ХД) — Християнські демократи | - (НД) — Нова демократія - (С) — Соціалістична партія - (СДЛ) — Соціал-демократична ліва партія Швеції - (ШД) — Шведські демократи - (ФІ) — Феміністична ініціатива |

| Рік  | (Л)  | (СД) | (З) | (НЛ) | (Ц)  | (П)  | (ХД) | (ШД) | Різні    | Інші | Участь |
| ---- | ---- | ---- | --- | ---- | ---- | ---- | ---- | ---- | -------- | ---- | ------ |
| Рік  |      |      |     |      |      |      |      |      | Різні    | Інші | Участь |
| 2018 | 8.0  | 28.3 | 4.4 | 5.5  | 8.6  | 19.8 | 6.3  | 17.5 |          | 1.6  | 87.1 % |
| 2014 | 5.7  | 31.0 | 6.9 | 5.4  | 6.1  | 23.3 | 4.6  | 12.9 | 3.1 (ФІ) | 1.4  | 85.8 % |
| 2010 | 5.6  | 30.7 | 7.3 | 7.1  | 6.6  | 30.1 | 5.6  | 5.7  |          | 1.4  | 84.6 % |
| 2006 | 5.9  | 35.0 | 5.2 | 7.5  | 7.9  | 26.2 | 6.6  | 2.9  |          | 2.7  | 82.0 % |
| 2002 | 8.4  | 39.9 | 4.7 | 13.4 | 6.2  | 15.3 | 9.1  | 1.4  |          | 1.4  | 80.1 % |
| 1998 | 12.0 | 36.4 | 4.5 | 4.7  | 5.1  | 22.9 | 11.8 | 0.4  |          | 2.2  | 81.4 % |
| 1994 | 6.2  | 45.3 | 5.0 | 7.2  | 7.7  | 22.4 | 4.1  |      | 1.2 (НД) | 1.0  | 86.4 % |
| 1991 | 4.5  | 37.6 | 3.4 | 9.1  | 8.5  | 21.9 | 7.1  |      | 6.7 (НД) | 1.2  | 86.7 % |
| 1988 | 5.8  | 43.2 | 5.5 | 12.2 | 11.3 | 18.3 | 2.9  |      |          | 0.7  | 86.0 % |
| 1985 | 5.4  | 44.7 | 1.5 | 14.2 | 10.1 | 21.3 | 2.3  |      |          | 0.5  | 89.9 % |
| 1982 | 5.6  | 45.6 | 1.7 | 5.9  | 15.5 | 23.6 | 1.9  |      |          | 0.2  | 91.4 % |
| 1979 | 5.6  | 43.2 |     | 10.6 | 18.1 | 20.3 | 1.4  |      |          | 0.8  | 90.7 % |
| 1976 | 4.8  | 42.7 |     | 11.1 | 24.1 | 15.6 | 1.4  |      |          | 0.4  | 91.8 % |
| 1973 | 5.3  | 43.6 |     | 9.4  | 25.1 | 14.3 | 1.8  |      |          | 0.6  | 90.8 % |
| 1970 | 4.8  | 45.3 |     | 16.2 | 19.9 | 11.5 | 1.8  |      |          | 0.4  | 88.3 % |
| 1968 | 3.0  | 50.1 |     | 14.3 | 15.7 | 12.9 | 1.5  |      |          | 2.6  | 89.3 % |
| 1964 | 5.2  | 47.3 |     | 17.0 | 13.2 | 13.7 | 1.8  |      |          | 1.8  | 83.3 % |
| 1960 | 4.5  | 47.8 |     | 17.5 | 13.6 | 16.5 |      |      |          | 0.1  | 85.9 % |
| 1958 | 3.4  | 46.2 |     | 18.2 | 12.7 | 19.5 |      |      |          | 0.0  | 77.4 % |
| 1956 | 5.0  | 44.6 |     | 23.8 | 9.4  | 17.1 |      |      |          | 0.1  | 79.8 % |
| 1952 | 4.3  | 46.1 |     | 24.4 | 10.7 | 14.4 |      |      |          | 0.1  | 79.1 % |
| 1948 | 6.3  | 46.1 |     | 22.8 | 12.4 | 12.3 |      |      | (С)      | 0.1  | 82.7 % |
| 1944 | 10.3 | 46.7 |     | 12.9 | 13.6 | 15.9 |      |      | 0.2      | 0.4  | 71.9 % |
| 1940 | 3.5  | 53.8 |     | 12.0 | 12.0 | 18.0 |      |      | 0.7      | 0.0  | 70.3 % |
| 1936 | 3.3  | 45.9 |     | 12.9 | 14.3 | 17.6 |      |      | 4.4      | 1.6  | 74.5 % |
| 1932 | 3.0  | 41.7 |     | 11.7 | 14.1 | 23.5 |      |      | 5.3      | 0.7  | 68.6 % |
| 1928 | 6.4  | 37.0 |     | 15.9 | 11.2 | 29.4 |      |      |          | 0.1  | 67.4 % |
| 1924 | 5.1  | 41.1 |     | 16.9 | 10.8 | 26.1 |      |      | (СДЛ)    | 0.0  | 53.0 % |
| 1921 | 4.6  | 36.2 |     | 19.1 | 11.1 | 25.8 |      |      | 3.2      | 0.0  | 54.2 % |
| 1920 | 6.4  | 29.7 |     | 21.8 | 14.2 | 27.9 |      |      |          | 0.0  | 55.3 % |
| 1917 | 8.1  | 31.1 |     | 27.6 | 8.5  | 24.7 |      |      |          | 0.0  | 65.8 % |
| 1914 |      | 36.4 |     | 26.9 | 0.2  | 36.5 |      |      |          | 0.0  | 66.2 % |
| 1914 |      | 30.1 |     | 32.2 |      | 37.7 |      |      |          | 0.0  | 69.9 % |
| 1911 |      | 28.5 |     | 40.2 |      | 31.2 |      |      |          | 0.1  | 57.0 % |

## Вибори до Європейського парламенту
Останні вибори до Європейського парламенту були проведені в травні 2019 року.